# سفارة كازاخستان في الولايات المتحدة
سفارة كازاخستان في الولايات المتحدة هي أرفع تمثيل دبلوماسي لدولة كازاخستان لدى الولايات المتحدة. تقع السفارة في واشنطن العاصمة وهي تهدف لتعزيز المصالح الكازاخستانية في الولايات المتحدة.

## وصلات خارجية
- قائمة سفارات كازاخستان
- قائمة السفارات في الولايات المتحدة